# شمع الخروع

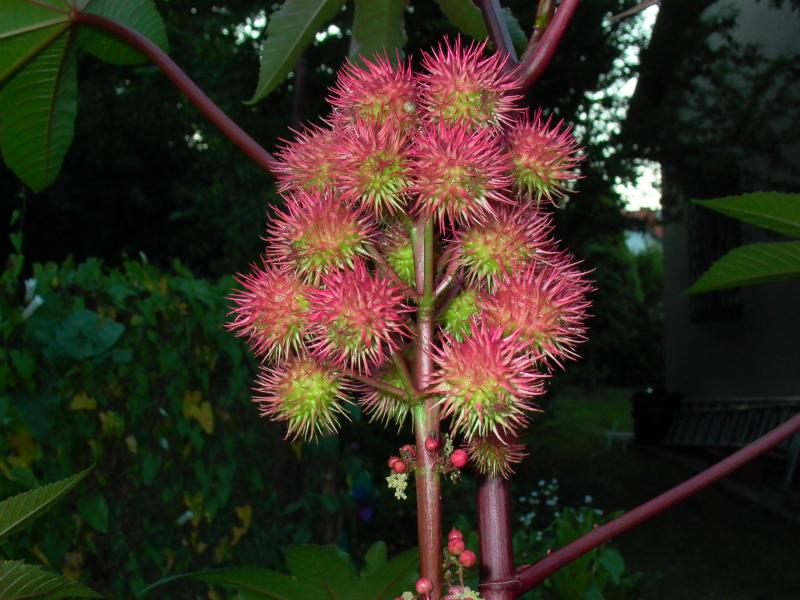

شمع الخروع هو ناتج الهدرجة الجزئية لزيت الخروع. له التسمية الكيميائية Glyceryl-tri-12-Hydroxystearate، وله الأسماء المرادفة castorwax : castorwax MP70 : castorwax MP80 : opalwaxsimulsol

## الاستخدام الصيدلاني
عامل مطيل لزمن التحرر ، عامل ميبّس ( مصلب ) shiffening agent ، مزلق في صناعة المضغوطات و المحافظ .
إن زيت الخروع المهدرج هو مادة صلبة و هو مادة شمعية ذو درجة انصهار عالية يُستخدم في المستحضرات الفموية و الموضعية . ففي المستحضرات الموضعية تُستخدم هذه المادة لتأمين الصلابة الملائمة للكريمات و المستحلبات . و في المستحضرات الفموية تُستخدم لتحضير المحافظ و المضغوطات ذات التحرر طويل الأمد كما تُستخدم كعامل ميبس أو في تشكيل قالب صلب . كما تُستعمل في عمليات التزليق أثناء صناعة المضغوطات و في بعض الصناعات الغذائية .
كما تُستخدم هذه المادة في صناعة مستحضرات التجميل .

## التأثير على صحة الجسم
تُعتبر عموماً مادة غير سامة و غير مخرشة ، كما أن دراسات السمية التي أجريت على الحيوانات أثبتت أن هذه المادة غير سامة . و أظهرت اختبارات التخريش التي أجريت على الأرانب أن هذه المادة تسبب التهاباً عينياً خفيفاً و مؤقتاً .
LD50 (rat,oral)> 59 g/kg